# حق المرأة في الاقتراع في ولاية كاليفورنيا
يشير حق المرأة في التصويت في كاليفورنيا إلى النضال السياسي من أجل حقوق التصويت للمرأة في كاليفورنيا. نشأت الحركة في القرن التاسع عشر ونجحت مع إبرام الاقتراح 4 في 10 أكتوبر 1911.
واصل العديد من النساء والرجال المشاركين في هذه الحركة النشاط السياسي في حركة الاقتراع الوطنية مع منظمات مثل الجمعية الوطنية الأمريكية لحقوق المرأة وحزب المرأة الوطني.

## أصول الحركة
بيّن المؤرخ رونالد شافر أن حركة حق المرأة في التصويت في كاليفورنيا «هي قصة بناء بطيء وهزيمة أولية». منذ مطلع ستينيات القرن التاسع عشر، أخذ عدد صغير من النشطاء يحشدون من أجل حق المرأة في التصويت في هذه الولاية الغربية. سنة 1868، ألقى الخطباء لورا دي فورس جوردن وآنا ديكنسون سلسلة من المحاضرات للدفاع عن حق المرأة في التصويت. كانت  سوزان ب. أنتوني. معجبة جدًا بجوردن ونُقل عنها قولها: «لا يمكنك أن تتخيل كيف يسعد روحي أن تجد مثل هذه الشابة الجادة النبيلة التي تمتلك قوى الخطابة». كانت جوردن خطيبةً غزيرة الإنتاج على الساحل الغربي وألقت أكثر من 100 خطاب.
سنة 1869، نظم إميلي بيت وإليزابيث ت. شينك أول اجتماع للاقتراع على ساحل المحيط الهادي في سان فرانسيسكو. في وقت مبكر من حركة حق الاقتراع في كاليفورنيا، جرت اتصالات مكثفة بين الغربيين المنادين بحق الاقتراع ومنظمي حق الاقتراع الوطني على الساحل الشرقي. أعجبت إليزابيث كادي ستانتون بإليزابيث ت. شنيك، ووصفتها بأنها «امرأة ذات تربية وأبحاث رائعة». سنة 1870،  كتبت سوزان ب. أنتوني إلى إليزابيث ت. تنص على التصديق على مشروع قانون من شأنه أن يمنح المرأة حق التصويت في واشنطن العاصمة. أشارت أنتوني في رسالتها إلى أن منظمة حق الاقتراع التابعة لشنيك قد قدمت التزامًا ماليًا للجمعية الوطنية لحق المرأة في الاقتراع. سنة 1871، قام ستانتون وأنتوني برحلتهما الوحيدة إلى كاليفورنيا واجتذبا حشودًا كبيرة من المتحدثين. أسست لورا دي فورس جوردن سنة 1870 جمعية حقوق المرأة في كاليفورنيا. عملت أيضًا بنجاح مع المحامية والمدافعة عن حق الاقتراع كلارا شورتريدج فولتز لتمرير قانون المحاماة لعام 1878 الذي سمح للمرأة بممارسة القانون في ولاية كاليفورنيا. كانت فولتز أمًا لخمسة أطفال وواحدة من أوائل المحاميات على الساحل الغربي. وسنة 1878 أيضًا، وزع دعاة حق الاقتراع التماسات لإزالة عبارة «ذكر أبيض» من دستور كاليفورنيا مع أن هذا الجهد لم يكلل بالنجاح في النهاية. سنة 1890، عملت آدي بالو، وهي روحانية ومناصرة معروفة، رئيسةً لمؤتمر سنوي بشأن حق المرأة في التصويت. سنة 1894، أيد الحزب الجمهوري في ولاية كاليفورنيا حق المرأة في التصويت.

## هزيمة التعديل 6 عام 1896

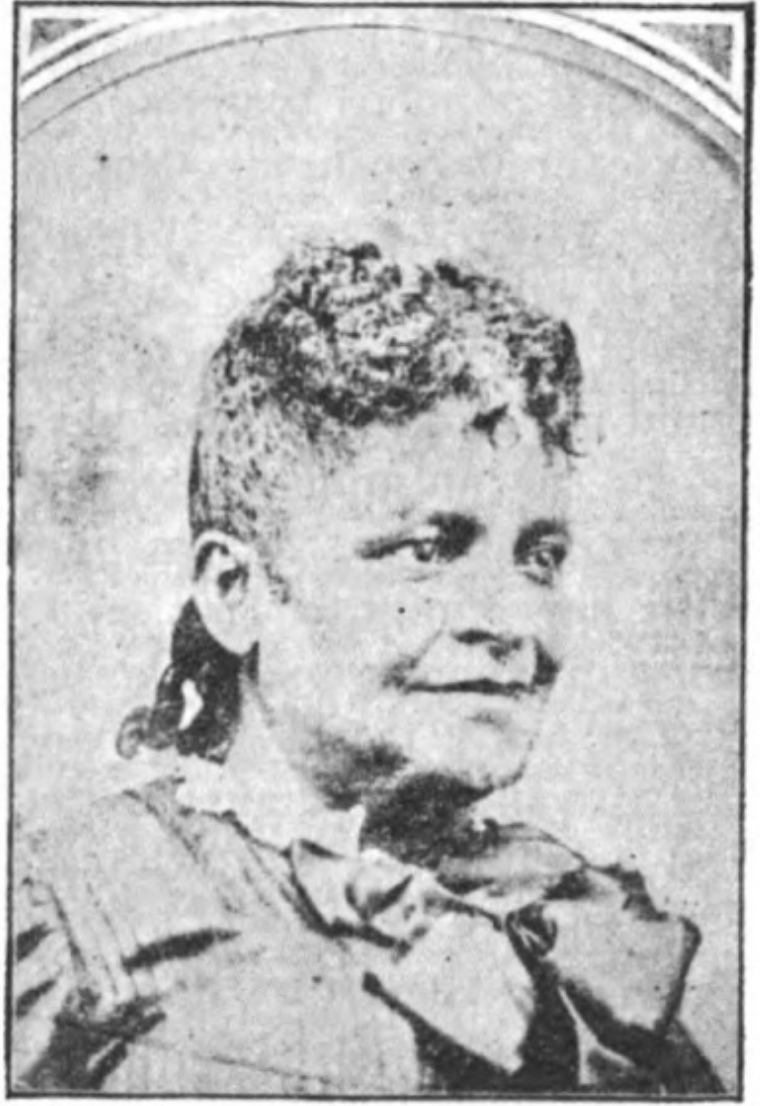
الخطيب والمدافع عن حق الاقتراع ناعومي أندرسون

أجرت ولايتا كاليفورنيا وأيداهو استفتاءات حول حق المرأة في الاقتراع عام 1896. سافرت ناعومي أندرسون، الناشطة الأمريكية من أصل أفريقي، في جميع أنحاء الولاية للقيام بحملة من أجل حق الاقتراع. كما قامت سارة أوفرتون من سان خوسيه بحملة من أجل القضية. نشرت إيدا هاربر خطابًا في صحيفة لوس أنجلوس هيرالد تدعو فيه إلى إقرار التعديل رقم 6، إذ أشارت إلى أن حركة الاقتراع سترحب بدعم كلا الحزبين السياسيين. جزء من هزيمة التعديل كان عندما لم تؤيد صحيفتا سان فرانسيسكو كرونيكل ولوس أنجلوس تايمز الحركة. كان الحزب الديمقراطي أيضًا أحد أسباب عدم تمرير التصويت. تحدثت كلارا شورتريدج فولتز، التي كانت أيضًا امرأة مهمة جدًا في هذه الحملة، إلى الديمقراطيين لمحاولة الفوز بأصواتهم، لكن انتهى الأمر بكونها قضية خاسرة. العديد من الروم الكاثوليك، وجمعية الحماية الأمريكية المناهضة للكاثوليكية، وأشخاص من منطقة الخليج، والرجال الذين أدركوا الإمكانات الكاملة للاقتراح، منعوا تمرير التعديل. بعد حملة استمرت ثمانية أشهر، رفض غالبية الناخبين الذكور هذا التعديل. خسر التصويت بنسبة ثمانية وتسعين إلى ثمانية وخمسين. يعتقد بعض المدافعين عن حقوق المرأة أن قوة لوبي المشروبات الكحولية كانت سبب الهزيمة إذ كان من المفترض أن تصوت الناخبات لصالح الاعتدال. كان العديد من الناخبين من الرجال قلقين من أن تصوت النساء لحظر بيع الكحول.